# A világ gyermekeiért (emlékérme)

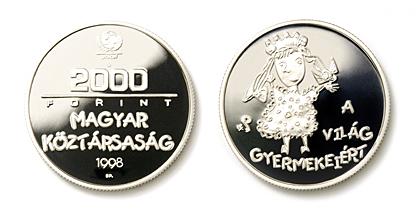
A világ gyermekeiért emlékérme, 1998, Magyar Nemzeti Bank, ezüst, vert, tervező: ifj. Szlávics László

A világ gyermekeiért, felirattal, nemzetközi program keretében, UNICEF emblémával kibocsátott emlékérme
A tervezésre felkért éremművészek pályamunkái közül ifj. Szlávics László alkotását választotta a szakértői bizottság megvalósításra. Az előlapon az érméken megszokott kötelező elemeken – Magyar Köztársaság felirat, értékjelzés, BP. verdejel, évszám, tervező mesterjegye – kívül az UNICEF embléma jelenik meg. A hátlapon látható kislány alakja a tervezőművész gyermekének rajza alapján készült alkotás. A téma oldalon látható felirat rendezetlenségével a gyermekrajz bizonytalanságát idézi. Az érme bal oldalán kettős szignó látható: a kulcs a forrásként felhasznált gyermekrajz alkotójának jele, mellette a tervezőművész mesterjegye látható.

## Érme adatai
- Kibocsátó: Magyar Nemzeti Bank
- Tervező: ifj. Szlávics László
- Gyártó: Magyar Pénzverő Zrt.
- Kibocsátás: 1998. április 30.
- Névérték 2000 forint
- Anyag:	925 ezrelék finomságú ezüst
- Átmérő: 38,61 mm
- Súly: 31,46 gramm
- Széle: recézett
- Kibocsátott mennyiség: 28000 db
- Kizárólag Proof minőségben készült